# EROSITA
eROSITA (extended ROentgen Survey with an Imaging Telescope Array) es un telescopio de rayos X construido por el Instituto Max Planck para Física Extraterrestre (MPE) en Alemania. Fue lanzado por Roscosmos a bordo del Spektr-RG, que también lleva el telescopio ruso ART-XC. eROSITA consta de siete módulos de espejos idénticos, con 54 espejos anidados recubiertos de oro cada uno, dispuestos para recolectar los fotones de rayos X y guiarlos hacia las cámaras sensibles a estos (ver Telescopio Wolter de tipo I). Las cámaras se fabricaron a la medida en MPE, con CCD de rayos X fabricados con silicio de alta pureza, y operaran a una temperatura de -90 °C.
eROSITA, con un campo de visión de 1.03 grados en diámetro y una resolución de 28 (0.5-2 keV) a 40 (2-10 keV) segundos de arco aproximadamente, observará todo el cielo cada seis meses. El mapa final de todo el cielo comprenderá ocho épocas, para después hacer observaciones de objetos de interés por otros 3.5 años. Se espera que eROSITA sea 25 veces más sensible que el telescopio ROSAT, de la década de 1990, y lo reemplazará de manera efectiva cuando alcance su órbita, en el segundo punto de Lagrange (L2), después de tres meses de viaje. eROSITA detectará 100 000 cúmulos de galaxias hasta el corrimiento al rojo (redshift) 1 y millones de galaxias activas (AGN). El lanzamiento del Spektr-RG fue realizado el 13 de julio de 2019 desde el Cosmódromo de Baikonur, Kazajistán.

## Colaboración
eROSITA se desarrolló en el Instituto Max Planck de Física Extraterrestre en colaboración con institutos en Bamberg, Hamburgo, Potsdam y Tubinga. El investigador principal del instrumento es Peter Predehl. El científico principal del proyecto es Andrea Merloni. El consorcio alemán eROSITA cuenta con miembros de institutos de toda Alemania, pero también de institutos internacionales, y ha establecido colaboraciones con telescopios terrestres para observaciones de seguimiento de los millones de fuentes que eROSITA detectará.

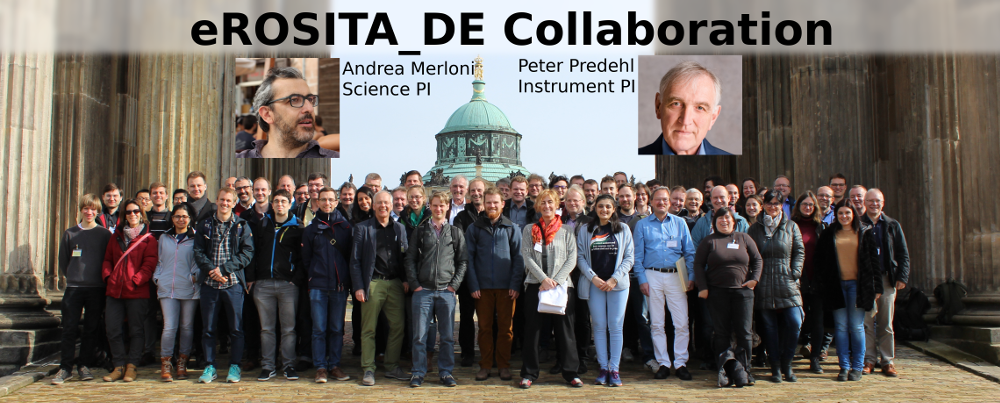
German eROSITA consortium meeting in Potsdam, March 4-7, 2019